# 丹阳市人民医院
丹阳市人民医院，是中华人民共和国江苏省的一所医院，为三级乙等医院，位于丹阳市新民西路2号

## 规模
丹阳市人民医院总床位450张，日门诊量761人次。